# Musimoja exilis
Musimoja exilis är en insektsart som beskrevs av Boris Petrovich Uvarov 1953. Musimoja exilis ingår i släktet Musimoja och familjen gräshoppor. Inga underarter finns listade i Catalogue of Life.